# Arcona (Schiff, 1905)
Die Arcona ist ein Fahrgastschiff in Berlin.

## Geschichte
Das Schiff wurde 1905 auf der Werft der Gebrüder Maass in Neustrelitz für den Reeder Vowe aus Fürstenwalde gebaut und auf den Namen Hoffnung getauft. Es besaß einen genieteten Stahlkörper und eine 120-PS-Compound-Maschine von Christiansen & Meyer in Harburg.
Während des Ersten Weltkrieges wurde die Hoffnung in Belgien als Lazarettschiff eingesetzt. Später ging der Dampfer in den Besitz des Brandenburger Reeders Page über und erhielt den Namen Cecilie. 1928 kauften Karl Grasnick und Franz Catholy den Dampfer. Grasnick, der zuvor Schiffsführer auf dem Dampfer Alexander gewesen war, machte sich mit seinem Teilhaber selbstständig. Das Schiff wurde auf den Namen Arcona umgetauft und mit einem Reedereiabzeichen versehen, das dem der Reederei Kieck ähnelte: Die hellblaue, weißgeränderte Manschette am Schornstein trug einen weißen Stern. Wohl in den 1930er Jahren erhielt das Schiff ein festes Deckshaus. Grasnicks Arcona fuhr auch noch im und unmittelbar nach dem Zweiten Weltkrieg, nun mit grauem Tarnanstrich, für die BVG. Im Frühjahr 1948 fiel das Schiff wegen eines Werftaufenthalts für einige Zeit aus und wenige Wochen später musste die BVG-Personenschifffahrt ganz auf die Arcona verzichten, weil am 24. Juni 1948 die Berlin-Blockade begonnen hatte und die Verbindungswege zwischen Berlin und Westdeutschland gesperrt worden waren. Grasnick hatte seinen Unternehmenssitz in Hartmannsdorf.
Um 1970 erhielt das Schiff einen Dieselmotor. Fahrgastraum und Steuerhaus der Arcona wurden von einer Arbeitsgemeinschaft mit Ausstellungsmaterial zur Geschichte der Personenschifffahrt in Berlin ausgestattet und 1975 wurde das Fahrzeug als Traditionsschiff von der Weißen Flotte Berlin übernommen.
Laut Kurt Groggert fuhr das einstige Dampfschiff um 1988 noch unter dem Namen Arcona als Motorschiff auf der Oberspree und dem Müggelsee; und auch Dieter Schubert führt die Arcona 2002 noch unter ihrem alten Namen als Schiff der Reederei Karl Heinz Grasnick. Er gibt allerdings etwas andere Maße an als Groggert: Laut Schubert ist die Arcona 25,44 Meter lang und 4,68 Meter breit und hat einen Tiefgang von 1,65 Metern. Zugelassen ist sie laut Schubert für 109 Fahrgäste und der Motor hat laut dieser Quelle 150 PS. Schubert schreibt den alten Schiffsnamen Cäcilie mit ä statt mit e. Laut Schubert hieß das Schiff bis 1917 Hoffnung, bis 1928 Cäcilie und danach Arcona. Ab 2012 wurde das Schiff saniert, 2013 erhielt es einen schadstoffarmen Dieselmotor von Deutz mit 145 kW, seit 2015 wird es vom Berliner Schiffskontor als Event- und Charterschiff genutzt.

## Namensgleiche Schiffe in Berlin
Eine zweite Arcona in Berlin war der 1895 gebaute ehemalige Schleppdampfer August, der zunächst der Firma Kelling in Woltersdorf gehört hatte und der 1961 auf der Wiese-Werft in Spandau zum Fahrgastmotorschiff Venus II umgebaut wurde. Ab 1966 soll das Schiff unter dem Namen Falke für die Reederei Völker gefahren sein und 1977 soll es in private Hände nach Marschacht an der Elbe verkauft worden sein.
In einem Zeitungsartikel aus dem Jahr 2002 berichtete Hans W. Korfmann von einem Besuch bei Gerhard Becker, dem damaligen Betreiber der Reederei Becker. Dort ist zu lesen, dass anlässlich der Feier zum 50. Jahrestag des Blockadebruchs nach einem Schiff namens Arcona gesucht wurde, das man zusammen mit einem Rosinenbomber ausstellen wollte. Denn diese Arcona sei das erste Schiff gewesen, das nach dem Ende der Blockade Lebensmittel nach Westberlin brachte. Die Überreste dieses Fahrzeugs befanden sich, zusammen mit zahlreichen ausgemusterten Becker-Schiffen, im Plötzenseer Kolk.